# Ngựa nước kiệu Ý
'Ngựa nước kiệu Ý (tiếng Ý: Trottatore Italiano) là một giống ngựa lai có nguồn gốc từ Ý. Giống ngựa này đã được chọn lọc dành riêng cho khả năng đua của nó. Varenne, một trong con ngựa người chạy bộ thành công nhất trong lịch sử môn thể thao này, là một con ngựa thuộc giống ngựa nước kiệu Ý.

## Lịch sử
Các cuộc đua ngựa kéo xe phi nước kiệu ở bán đảo Ý được tổ chức tại Prato della Valle của Padova (vào thời điểm đó ở Vương quốc Napoleon) từ năm 1808, khoảng hai năm sau cuộc đua chính thức đầu tiên tại New Haven, Connecticut, Hoa Kỳ. Sự chọn giống vật nuôi từ đó sản sinh ra giống ngựa nước kiệu Ý đã không bắt đầu cho đến nửa sau của thế kỷ XIX, khi ngựa cái với khuynh hướng và khả năng phi nước kiệu đã được cho phối với ngựa đực thuộc giống ngựa Thoroughbred Anh.:152
Con ngựa đáng chú ý đầu tiên của giống ngựa nước kiệu Ý là Vandalo, sinh ở Ferrara năm 1862. Một cuốn sách nghiên cứu về phả hệ đã được khai trương vào năm 1896. Cuốn sách được đóng lại - chỉ những con ngựa được sinh ra bởi các cặp ngựa cha mẹ đã đăng ký mới có thể được đăng ký; tuy nhiên, Ngựa nước kiệu Ý đã đăng ký ở nơi khác đôi khi có thể được thừa nhận nếu hồ sơ đua xe của chúng có ngoại lệ.:152
Một cá thể Ngựa nước kiệu Ý nổi tiếng nhất là Varenne, sinh vào năm 1995, con ngựa tham gia chạy đua tại bảy quốc gia, thắng 61 trong số 73 cuộc đua mà nó tham gia và có tiền thắng cuộc hơn 6 triệu € được cho là một kỷ lục.:152